# Thomas Gold
Thomas Gold, avstrijsko-ameriški astronom, astrofizik in kozmolog, * 22. maj 1920, Dunaj, Avstrija, † 22. junij 2004, Ithaca, New York, ZDA.

## Življenje in delo
Gold je študiral na Univerzi v Cambridgeu. Delal je na Univerzi Cornell v Ithaci. Skupaj z Bondijem in Hoylom je leta 1948 izdelal stacionarni model ali model mirujočega stanja Vesolja. Teorija je predpostavljala, da je Vesolje homogeno, snov v njem pa neprestano nastaja s širjenjem Vesolja. Večina kozmologov jo zavrača, še posebej od odkritja kozmičnega mikrovalovnega prasevanja ozadja.
Kmalu po odkritju pulzarjev leta 1968 je razvil tudi sprejeto razlago pulzarjev kot vrtečih se nevtronskih zvezd z močnimi magnetnimi polji.
Vpeljal je pojem magnetosfere za magnetno polje Zemlje.